# Sára Suba
Sára Suba (* 11. Juni 1999 in Debrecen) ist eine ungarische Handballspielerin.

## Karriere

### Im Verein
Sára Suba begann ihre Karriere bei NKK Balmazújváros und spielte hier in der 2. und 3. ungarischen Liga. Ab 2015 stand sie beim Erstligisten Ferencváros Budapest unter Vertrag. Von 2017 bis 2019 sammelte sie Spielpraxis beim Ligakonkurrenten Váci NKSE. Ab 2019 lief sie dann erneut auf Leihbasis für den MTK Budapest auf. Im Februar 2022 kehrte sie auf Grund von Verletzungsproblemen zu Ferencváros Budapest zurück und gewann in dieser Saison den ungarischen Pokal. In der Saison 2022/23 stand sie bei MTK Budapest unter Vertrag. Im Sommer 2023 wechselte sie zum deutschen Erstligisten SV Union Halle-Neustadt. 2024 stieg sie mit dem SV Union Halle-Neustadt in die 2. Bundesliga ab. Im Sommer 2025 schloss sie sich dem Bundesligisten TuS Metzingen an.

### In Auswahlmannschaften
Mit der ungarischen Juniorinnen-Nationalmannschaft wurde sie 2018 Weltmeister bei der U20-Weltmeisterschaft.